# Kadaixmankharbe
Kadashmankharbe o Kadašman-Ḫarbe va ser probablement el fill i successor de Karaindaix com a rei de Babilònia, Khana, Accàdia i el País de la Mar, segons diu la Llista dels reis de Babilònia. Formava part de la dinastía cassita.
Governava cap al final del segle xv aC, i durant el seu regnat va fer front als invasors suteus, un grup nòmada semita que es desplaçava per aquella regió. El va succeir el seu fill Kurigalzu I.